# Muzeul armatei din Chișinău
Muzeul de Istorie Militară din Chișinău (denumit și Muzeul Militar) este o instituție cultural-științifică amplasată pe strada Tighina 47, în cadrul  Agenției pentru Știință și Memorie Militară, subordonată Ministerului Apărării al Republicii Moldova. Muzeul funcționează începând cu anul 1995. Acesta are misiunea de a colecta, conserva și valorifica bunurile cultural-istorice și a reflecta prin intermediul pieselor muzeale evoluția istoriei și artei militare naționale.
Expozițiile muzeului sunt dispuse cronologic începând cu preistoria și până la etapa „Armatei Naționale contemporane”.
Printre exponatele muzelui se numără: arme; piese de harnașament și vestimentație militară, tehnică militare, obicte heraldice, imagini originale, documente de epocă, hărți, etc. Muzeul mai deține o Expoziția de bază privind teroarea sovietică și un memorial Capul de Pod Șerpeni. Instituția editează revista de istorie militară Cohorta. Sunt disponibile pentru vizitatori mai multe expoziții tematice temporare.  

## Galerie de imagini
Echipament militar expus la muzeu

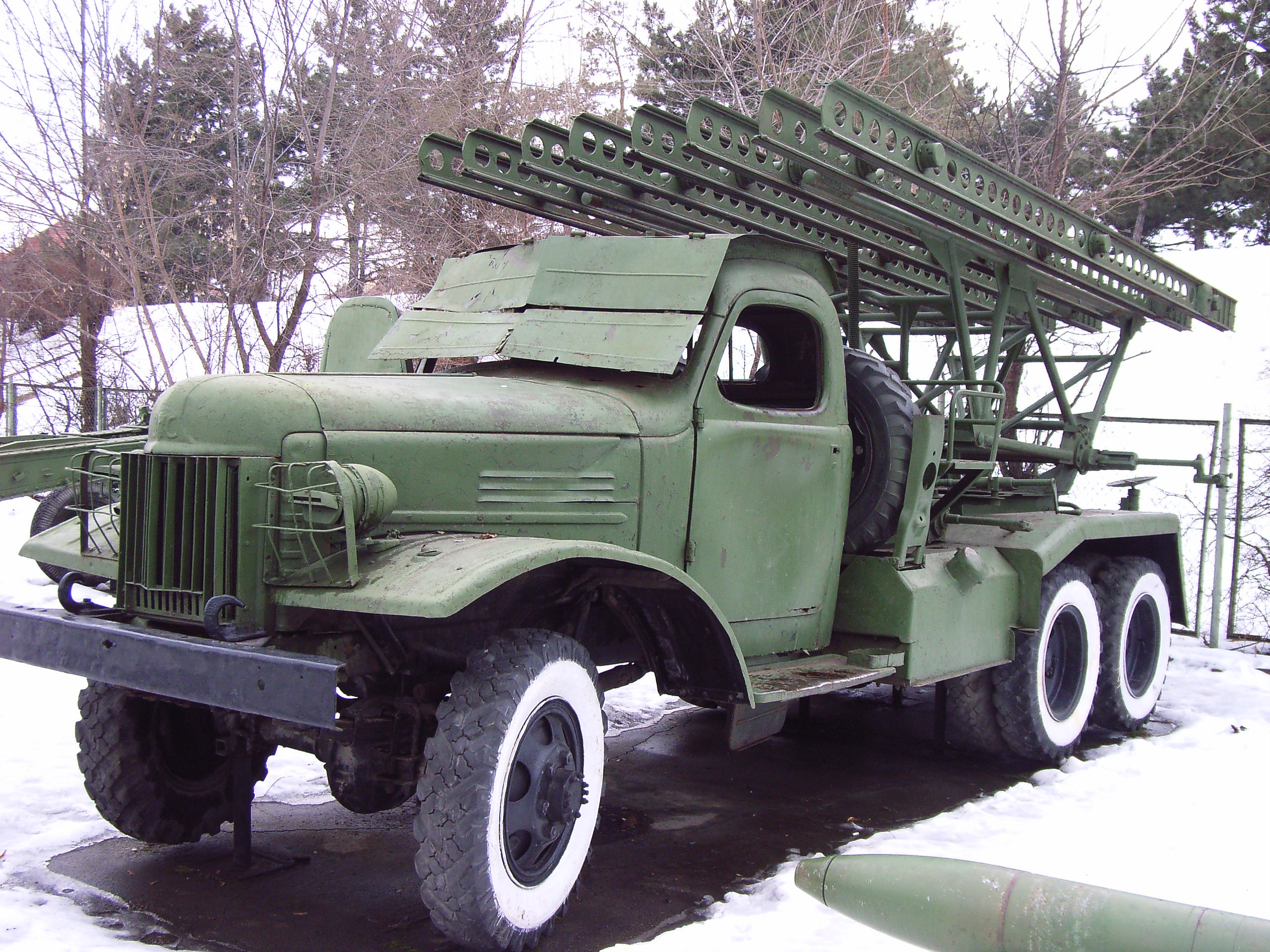
Lansator de rachete Katiușa
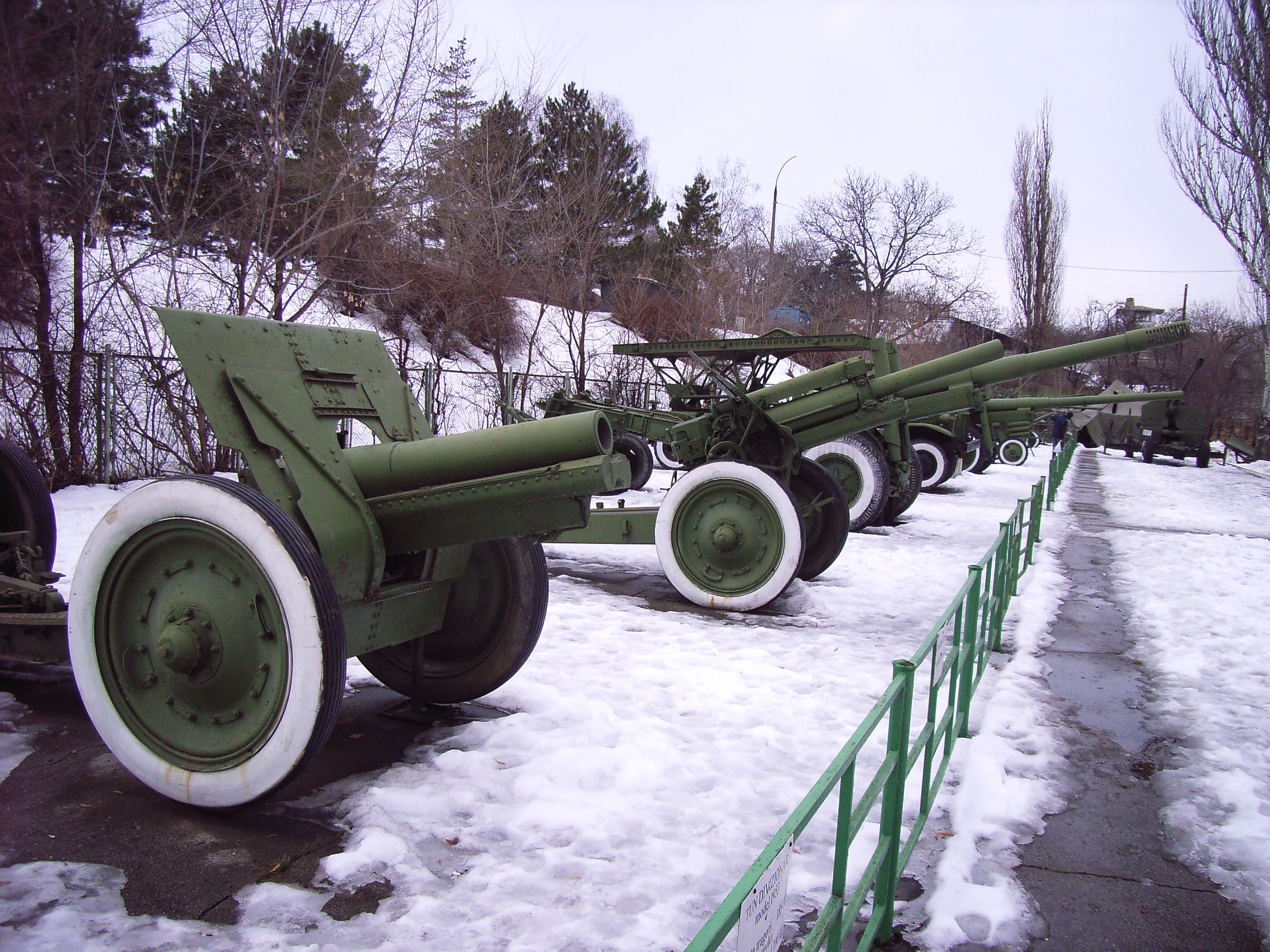
Piese de artilerie (de la stânga la dreapta): M1910/30, M1937, M1938, BM-13-16, etc
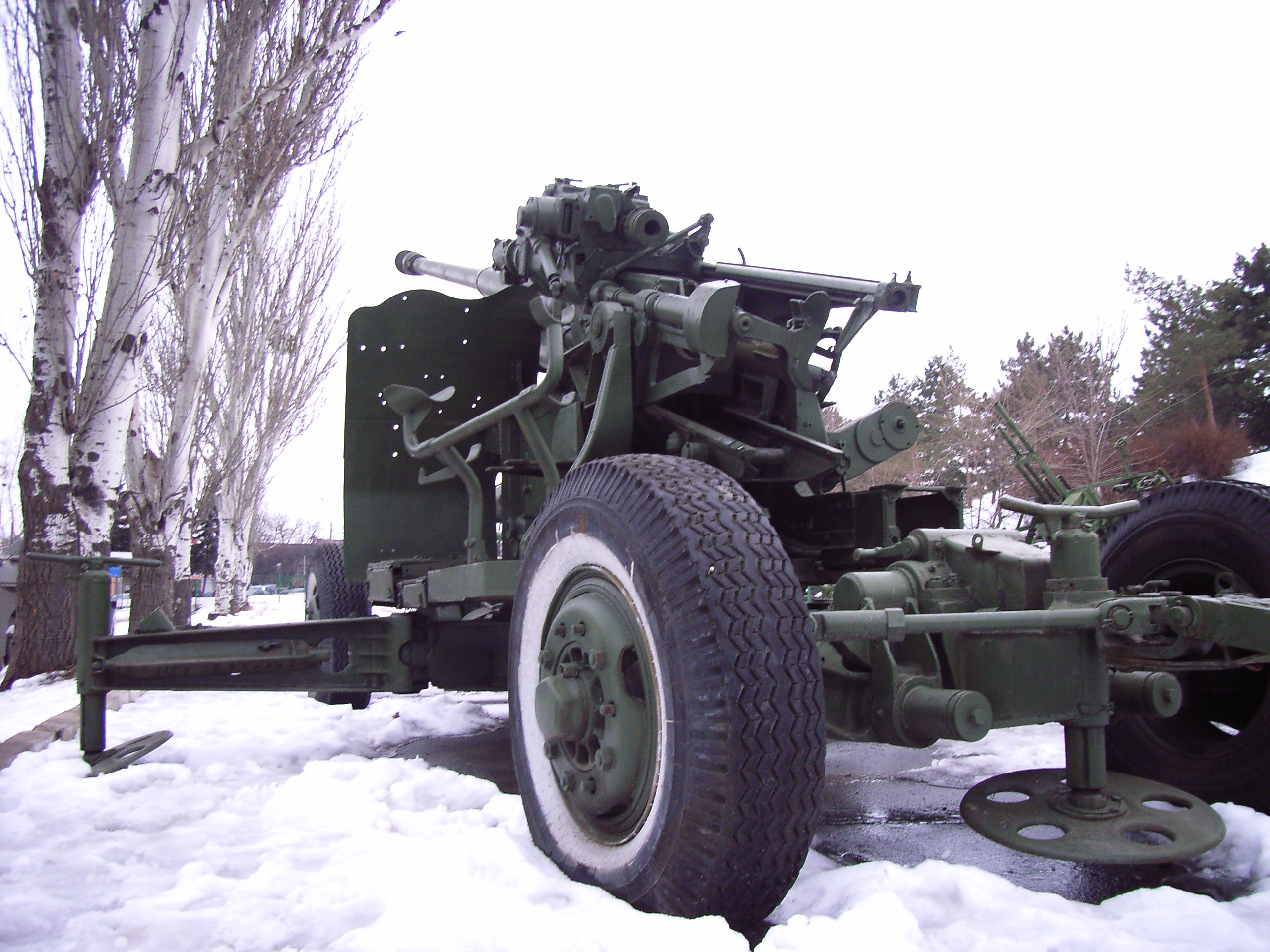
Pistol de apărare antiaeriană (100 mm) KS-19
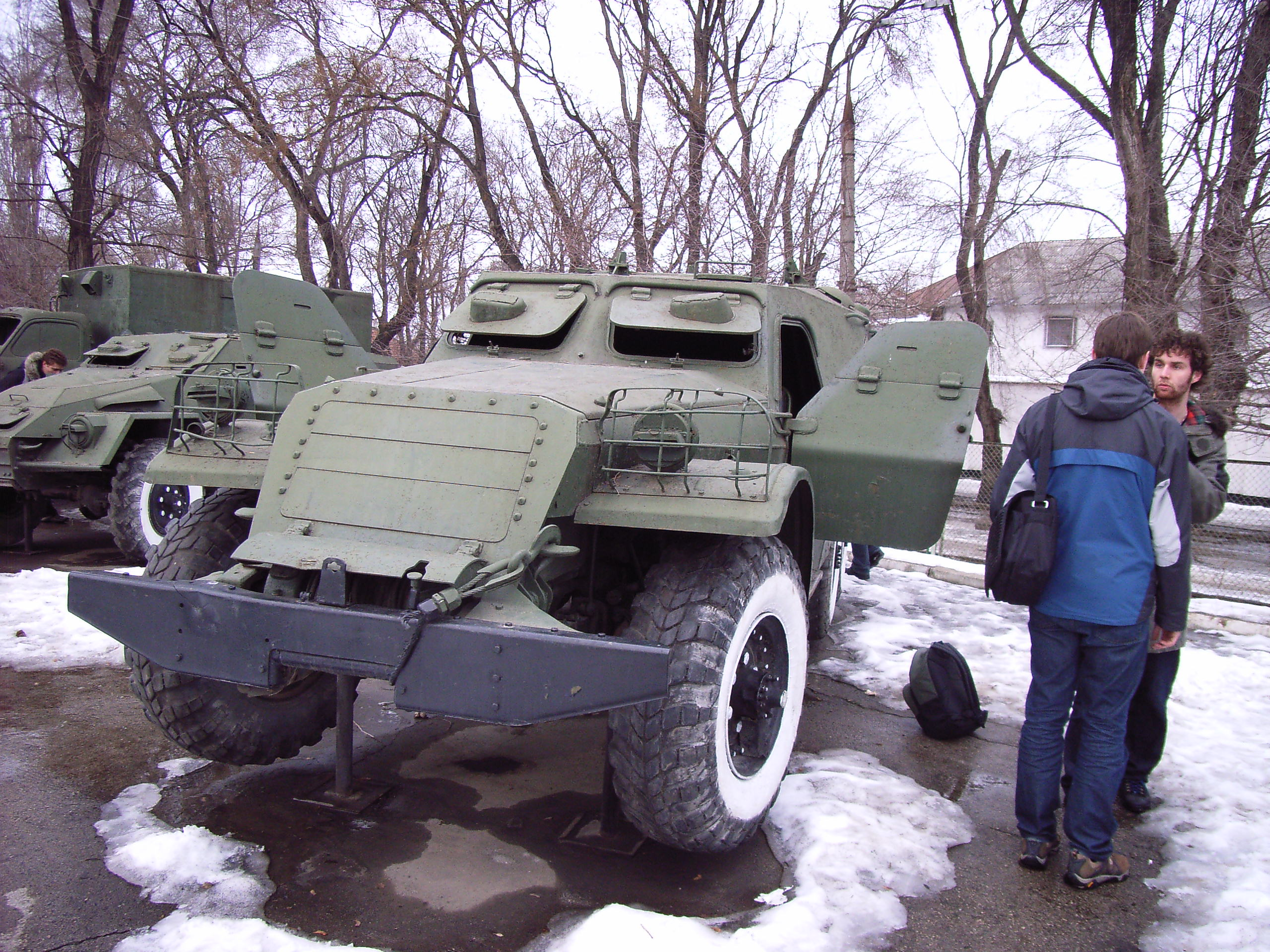
BTR-152
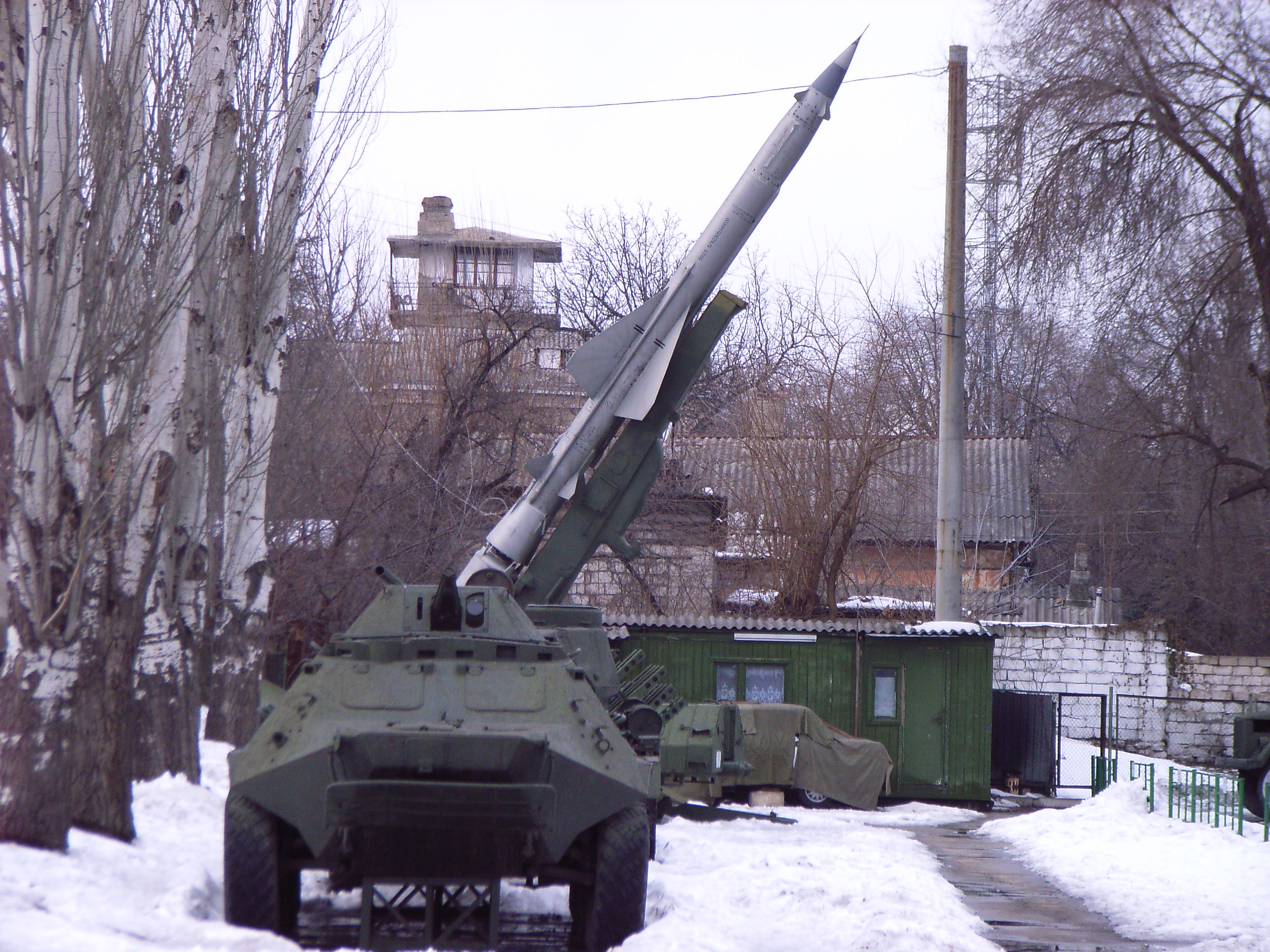
BTR-60 și sistemul de apărare S-75 Dvina
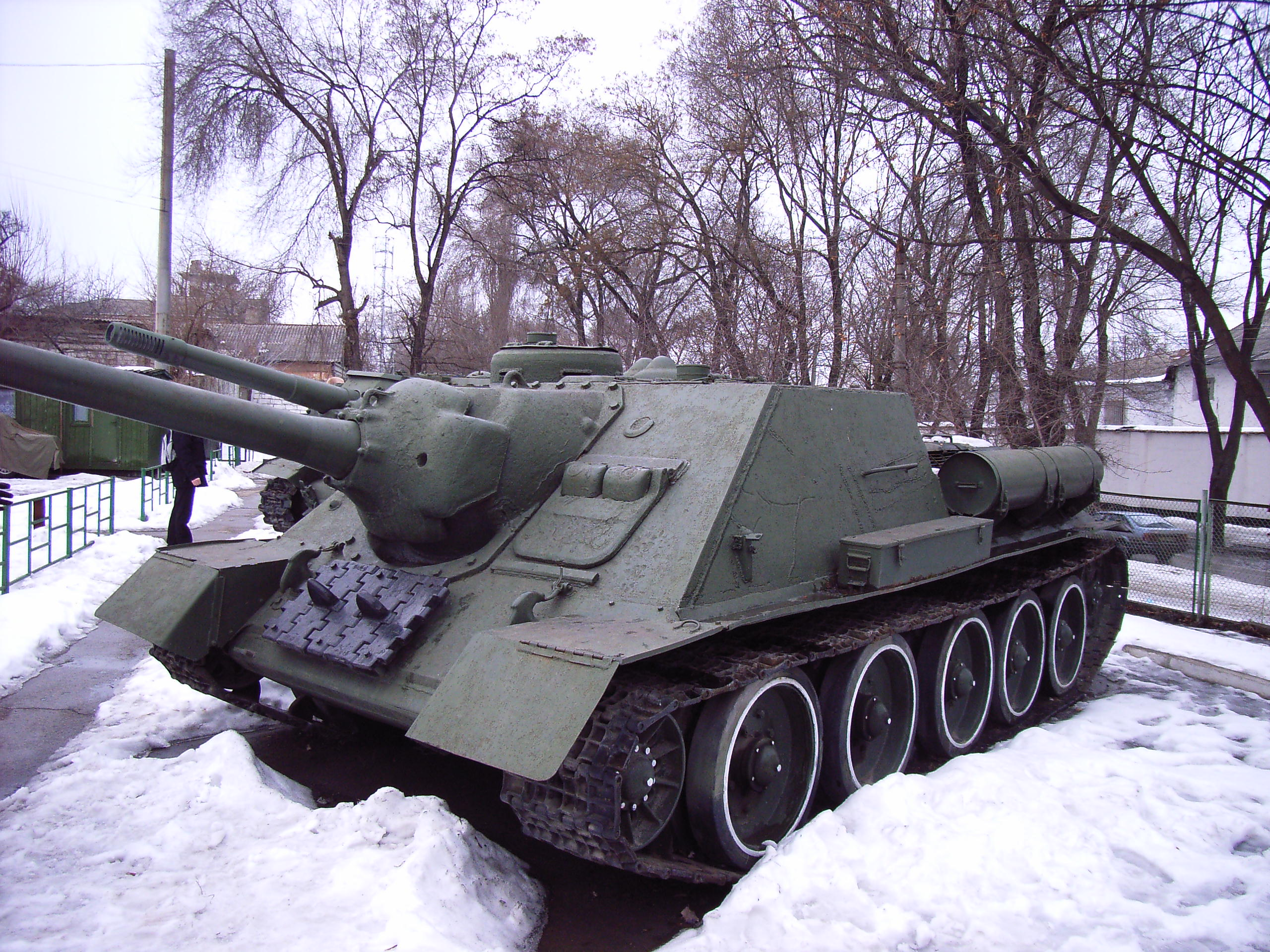
SU-100
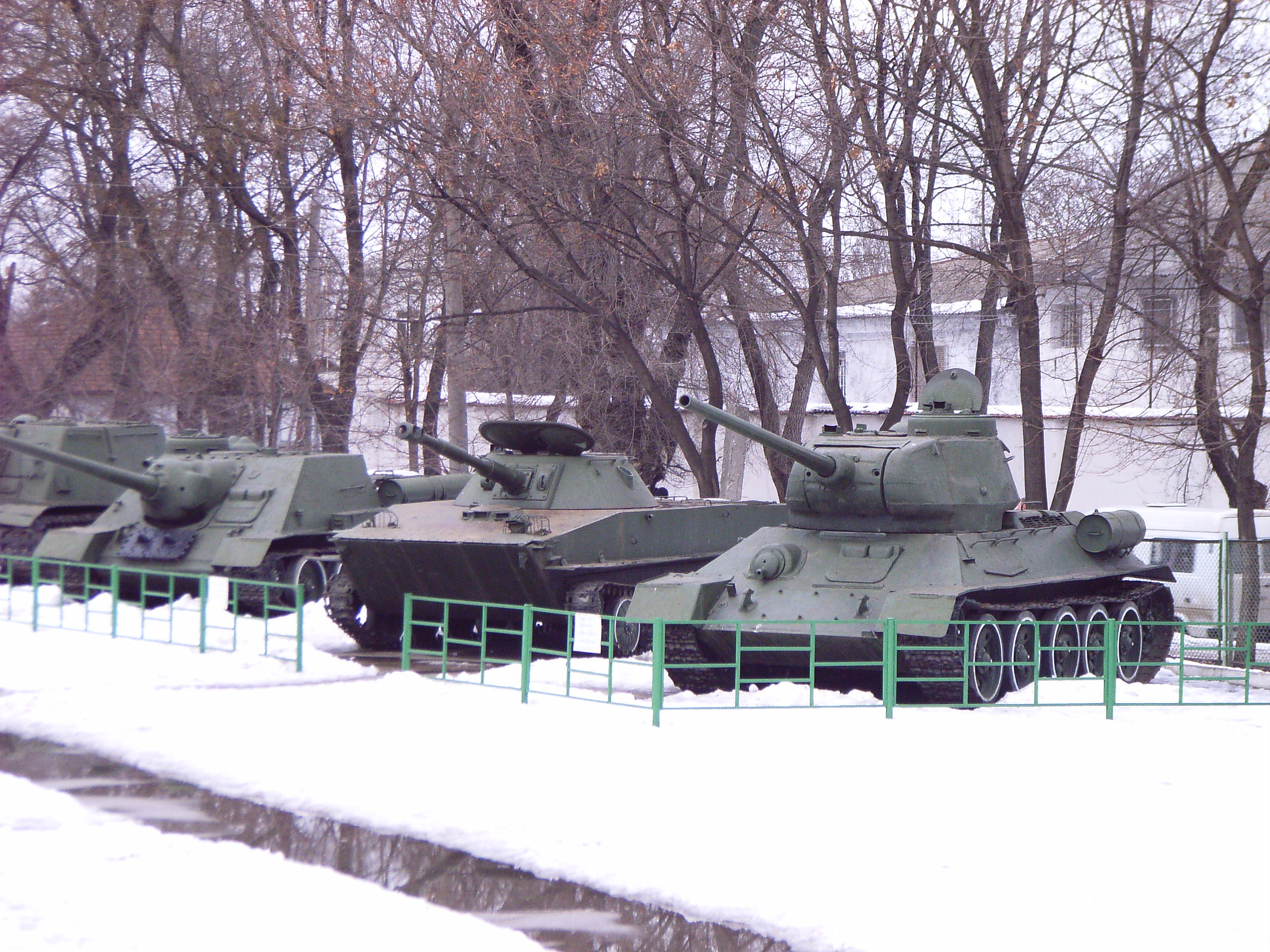
De la stânga la dreapta: SU-100, PT-76 și T-34
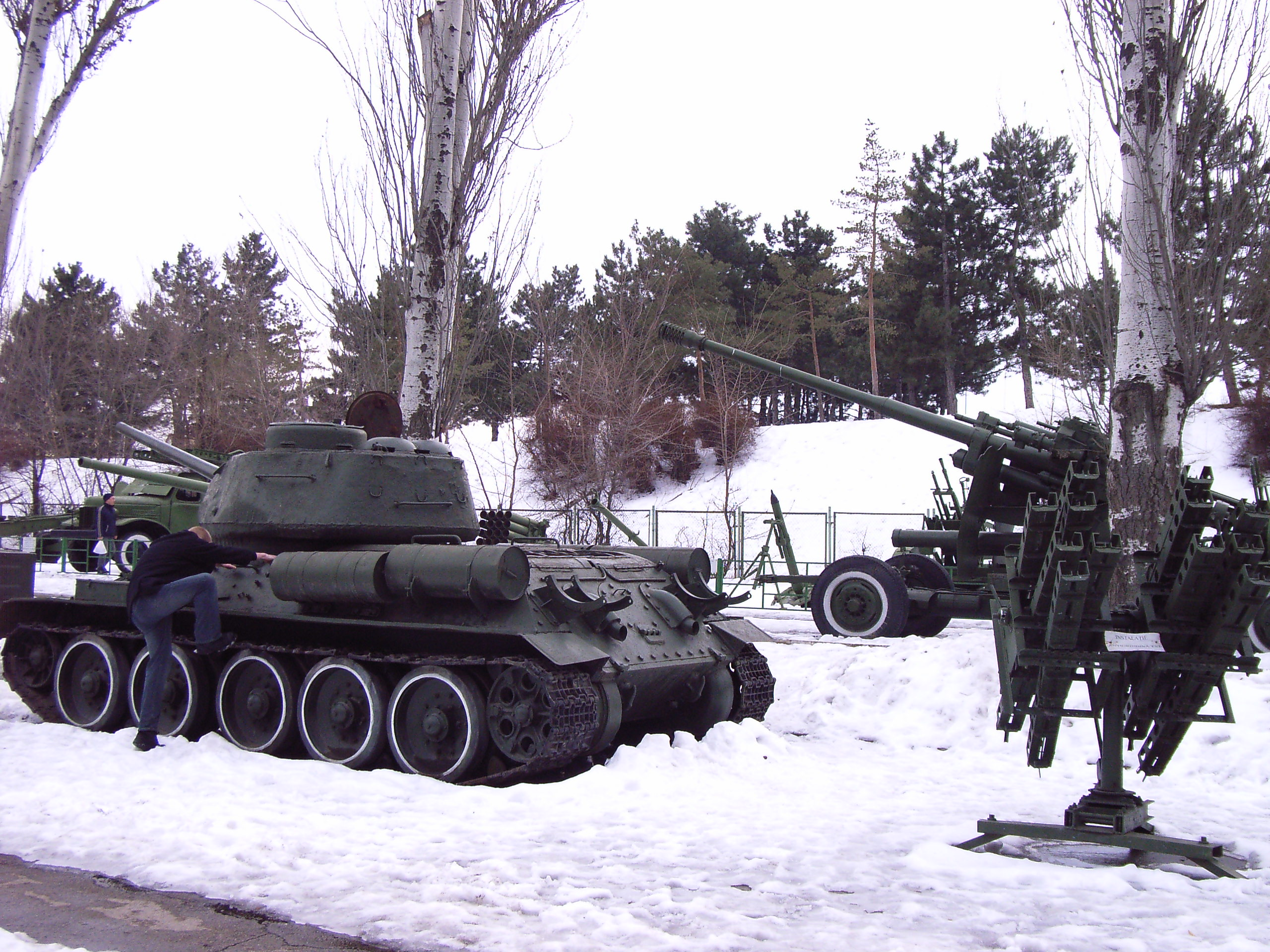
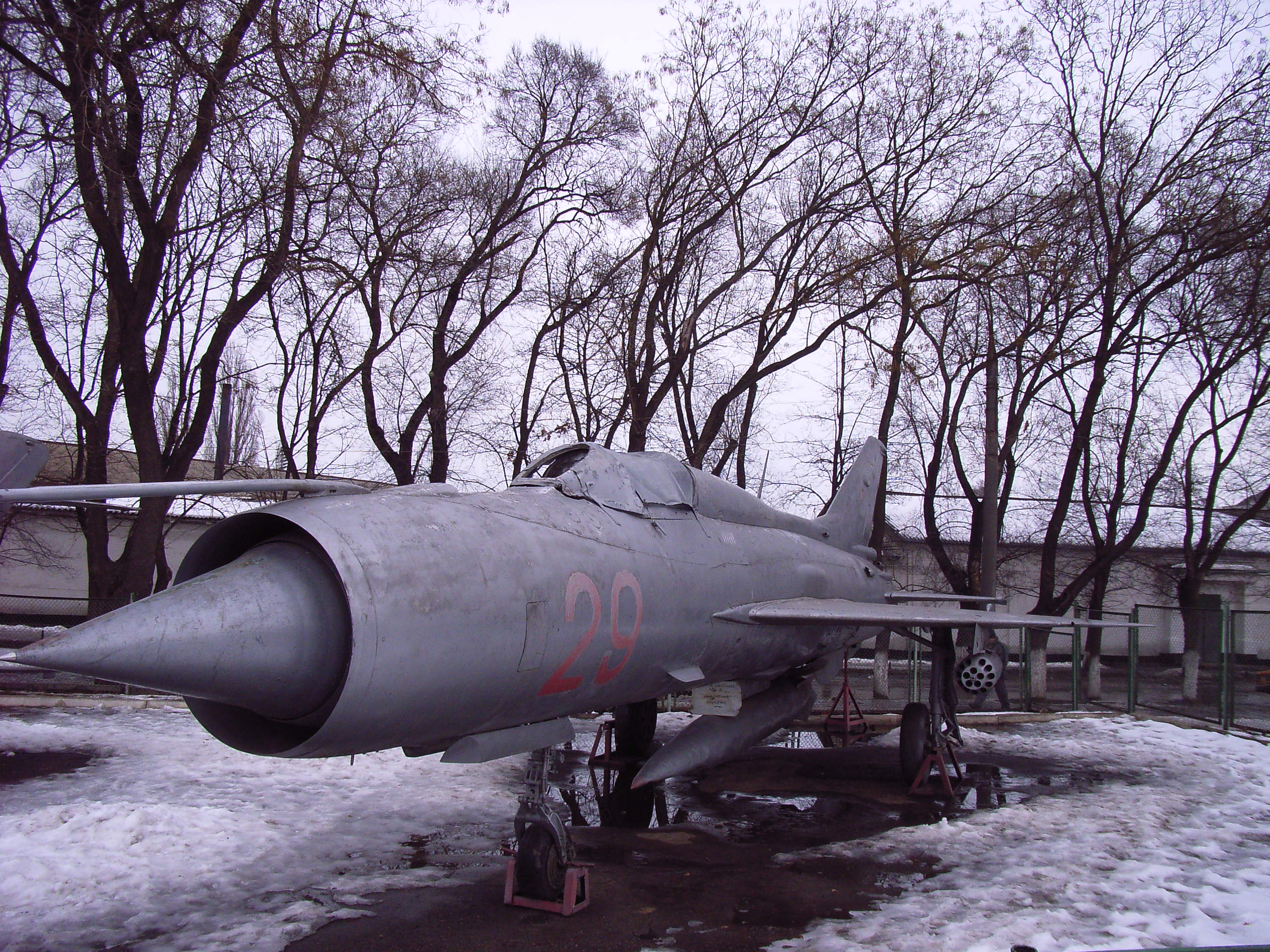
MIG-21
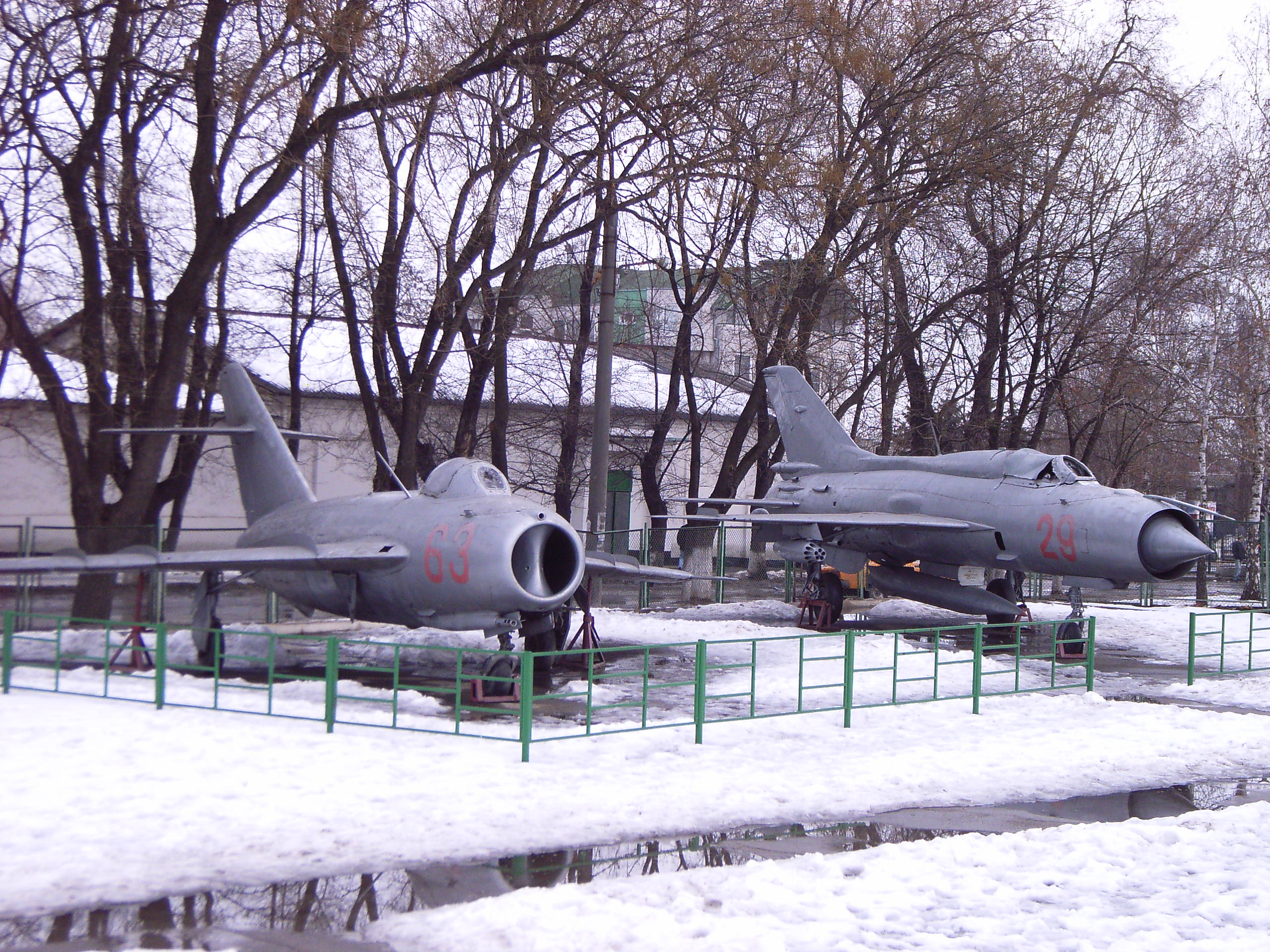
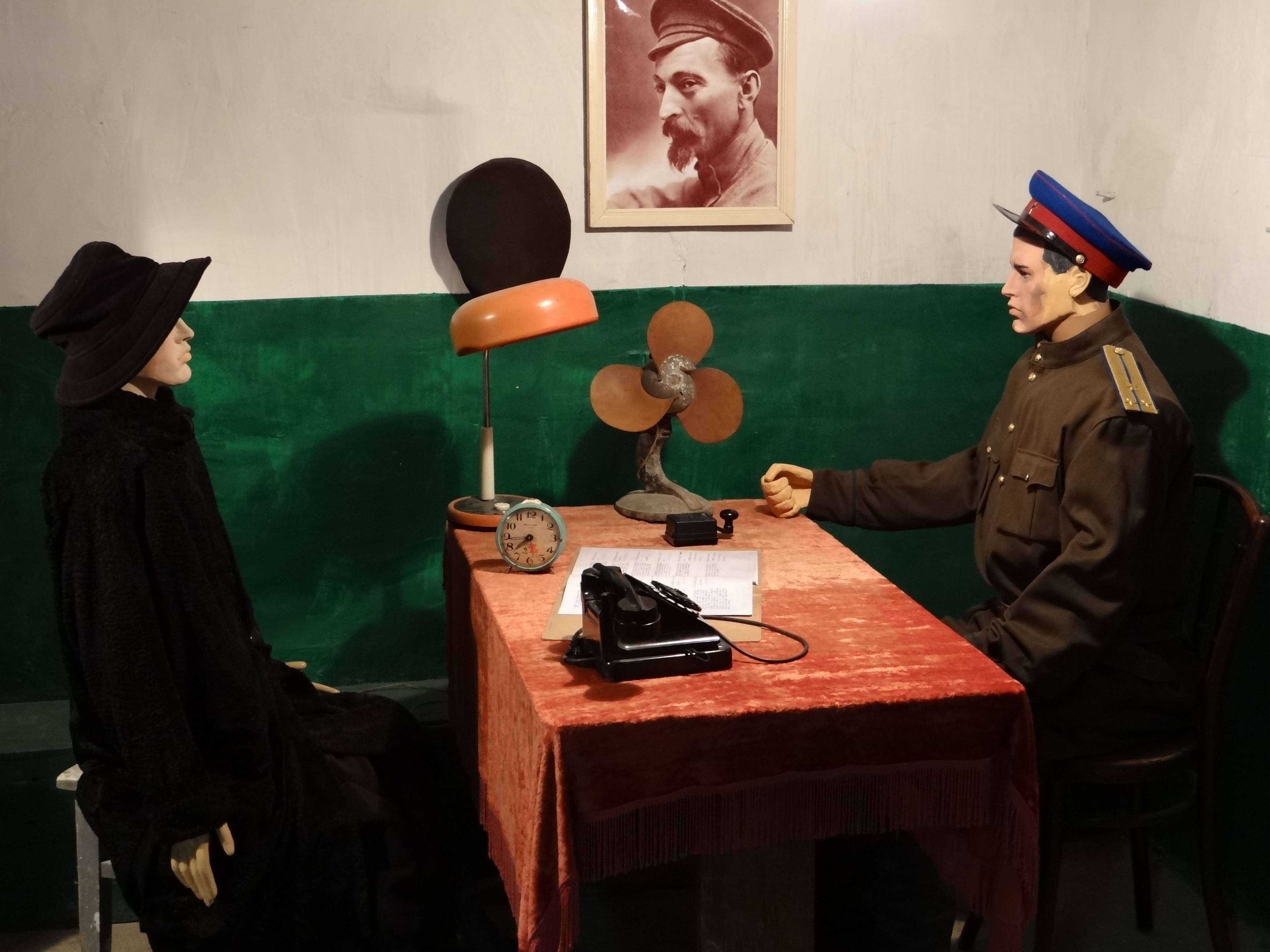
Dioramă care descrie o interogare NKVD
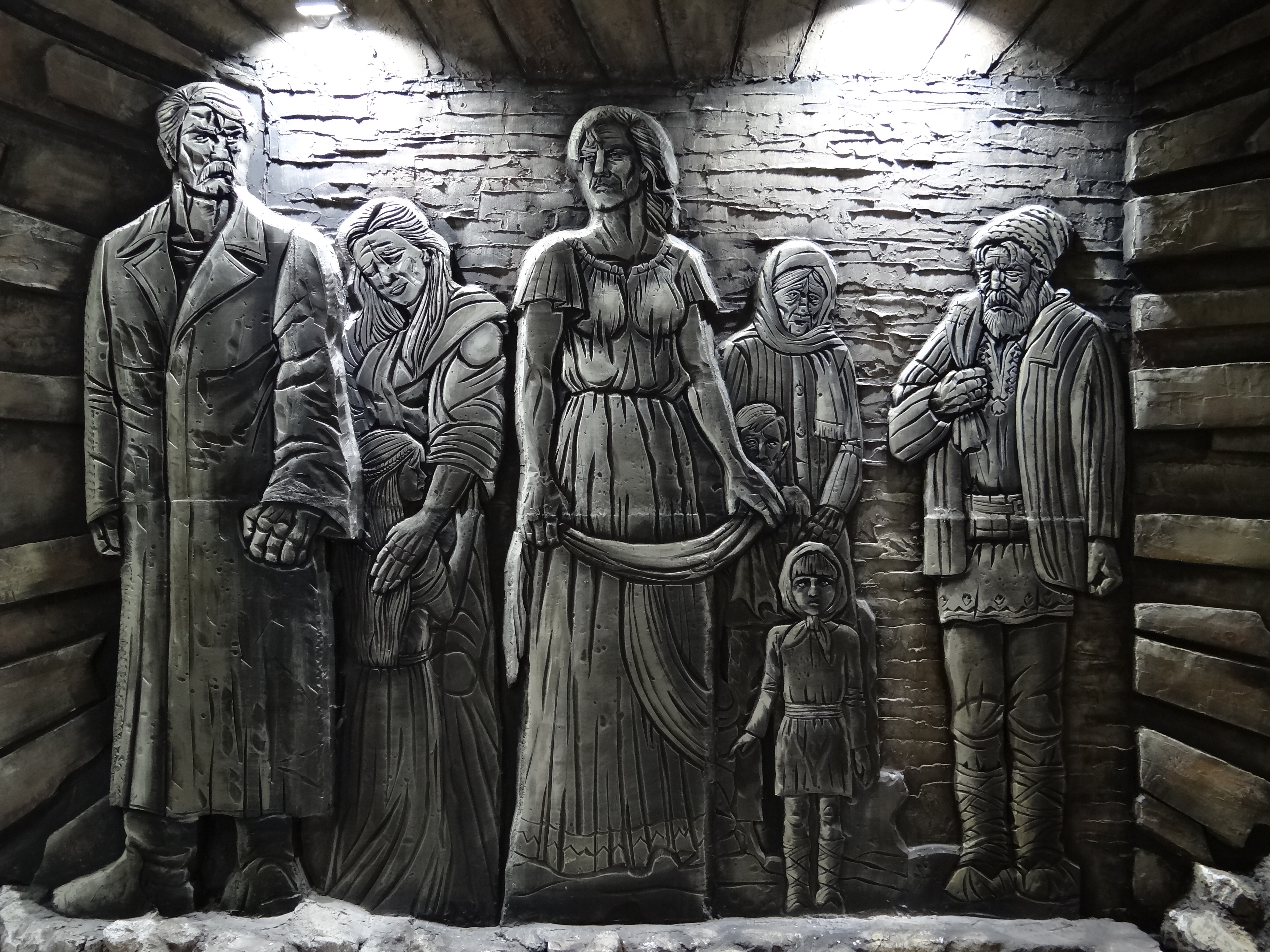
Friză care ilustrează deportați din epoca sovietică

## Legături externe
- Expoziție de spade, cuțite și săbii la Muzeul Armatei din Chișinău Arhivat în 4 martie 2016, la Wayback Machine. Publika.md, 03.09.2011